# Hotel Horacio Quiroga
El Hotel Horacio Quiroga es un complejo de 5 estrellas ubicado en las Termas de Salto Grande, en Salto, Uruguay. Tiene el parque acuático con aguas termales más grande de América del Sur con una piscina de 53 metros de largo con olas y un spa de agua termal.

## Ubicación
Se encuentra a 30 km de las Termas del Daymán. en el departamento de Salto, al norte de Uruguay.

## Características
Es un hotel de cinco estrellas cuyas habitaciones y piscinas dan al Río Uruguay.
La firma Rondilcor S.A. fue la concesionaria del complejo con el parque acuático. 
Fue inaugurado el 17 de enero de 2003. 
El Acuífero Guaraní de 1.400 metros de profundidad, brinda el agua al complejo para su funcionamiento. Este complejo cuenta con la primera piscina con olas de América del Sur y con el parque acuático más grande de la región sur.
Funciona todos los días de 10.00 a 23.00 y cuenta con un servicio de transporte público.

## Atracciones
- Río Aventura.
- Anaconda
- Playa paraíso (piscina con olas)
- Isla Bonita
- Duchas subacuáticas escocesas y finlandesas
- Hidromasaje
- Cascadas
- Plaza de comidas[3]